# Goldarmring aus Schneidlingen

Karte

Der bronzezeitliche Goldarmring aus Schneidlingen im Salzlandkreis in Sachsen-Anhalt wurde 1893 beim Neubau einer Scheune in  Schneidlingen gefunden. Er lag angeblich etwa 2,0 m unter der Oberfläche, in einem Aschegefäß, das unterhalb eines Pferdegerippes lag. In der Nähe lag eine Urne ohne Inhalt. Eines der Gefäße und der Goldring gelangten 1913 in das damalige Provinzialmuseum in Halle (Inventarnummer 13:3071b).
Gefäß und Ring gehören typologisch an das Ende der Spät-Bronzezeit (1300–750 v. Chr.). Damals war die Region an der Saale und der mittleren Elbe dicht besiedelt. Die gefundenen Flachgräber waren häufig mit sorgfältig gesetzten Steinen geschützt. Die Toten wurden eingeäschert, die verbrannten Knochen wurden in Keramikurnen gefüllt und zusammen mit Beigefäßen bestattet. In reicheren Gräbern findet man neben dem Geschirr diverse Bronzegegenstände wie Lanzenspitzen, Messer, Ringe oder kleinteiligen Schmuck, während Goldgegenstände abgesehen von einigen kleinen Spiralringen in den Inventaren fehlen. Selbst wenn man die sehr viel reicheren Depotfunde Mitteldeutschlands heranzieht, die damals vergraben wurden, sticht der Mangel an Gold ins Auge.
Der Ring von Schneidlingen ist eine Besonderheit. Sein Aussehen mit den verzierten Stempelenden und dem gezähnten Rand ist charakteristisch und weist auf bronzezeitliche Kulturgruppen in Norddeutschland und im Ostseeraum hin, von wo solche Ringe in größerer Zahl bekannt sind. Goldene Eidringe kennt man dort aus Opferfunden und reich ausgestatteten Männergräbern. Vermutlich gehörten Goldarmringe zum Ende der nordischen Bronzezeit zu den Insignien herrschaftlicher Macht.
Leichenbrand und Keramikgefäße weisen auf einen heimischen Brauch hin. Der goldene Armring und das möglicherweise zugehörige Pferdeskelett geben der Bestattung jedoch ein nobles Gepräge.